# Kepler-47 b
Kepler-47 b, formellement Kepler-47 (AB) b, est une planète extrasolaire (exoplanète) circumbinaire en orbite autour de Kepler-47, une étoile binaire située à environ 3 400 années-lumière de la Terre, dans la constellation du Cygne.
Sa découverte a été annoncée en 2012.